# Нови Антуновац
Нови Антуновац (хрв. Novi Antunovac) је насељено место у општини Шпишић Буковица, Вировитичко-подравска жупанија, Хрватска.

## Историја
До територијалне реорганизације у Хрватској био је у саставу старе општине Вировитица.

## Становништво
У попису становништва из 2011. године, Нови Антуновац је имао 101 становника.
| Број становника према пописима | Број становника према пописима | Број становника према пописима | Број становника према пописима | Број становника према пописима | Број становника према пописима | Број становника према пописима | Број становника према пописима | Број становника према пописима | Број становника према пописима | Број становника према пописима | Број становника према пописима | Број становника према пописима | Број становника према пописима | Број становника према пописима | Број становника према пописима |
| ------------------------------ | ------------------------------ | ------------------------------ | ------------------------------ | ------------------------------ | ------------------------------ | ------------------------------ | ------------------------------ | ------------------------------ | ------------------------------ | ------------------------------ | ------------------------------ | ------------------------------ | ------------------------------ | ------------------------------ | ------------------------------ |
| 1857                           | 1869                           | 1880                           | 1890                           | 1900                           | 1910                           | 1921                           | 1931                           | 1948                           | 1953                           | 1961                           | 1971                           | 1981                           | 1991                           | 2001                           | 2011                           |
| 0                              | 0                              | 0                              | 0                              | 0                              | 0                              | 0                              | 179                            | 177                            | 198                            | 223                            | 153                            | 134                            | 100                            | 103                            | 101                            |

Напомена: До 1991. исказивано под именом Нови Богдановац. Исказује се као насеље од 1931.

### Попис1991.
У попису становништва из 1991. године, Нови Антуновац је имао 100 становника, следећег националног састава:
| Попис 1991.‍  | Попис 1991.‍  | Попис 1991.‍ | Попис 1991.‍ | Попис 1991.‍ |
| ------------ | ------------ | ----------- | ----------- | ----------- |
|              |              |             |             |             |
| Срби         | Срби         |             | 50          | 50,00%      |
| Хрвати       | Хрвати       |             | 30          | 30,00%      |
| Југословени  | Југословени  |             | 7           | 7,00%       |
| Чеси         | Чеси         |             | 2           | 2,00%       |
| Црногорци    | Црногорци    |             | 1           | 1,00%       |
| неопредељени | неопредељени |             | 3           | 3,00%       |
| непознато    | непознато    |             | 7           | 7,00%       |
| укупно: 100  |              |             |             |             |